# الجمهورية العربية الليبية
الجمهورية العربية الليبية هي الجمهورية التي أعلنها معمر القذافي عندما أسقط الحكم الملكي فيما يعرف بانقلاب 1969 في ليبيا. كانت الجمهورية نظاما ديكتاتوريا اندمج لاحقًا باتحاد الجمهوريات العربية.

## التاريخ

### محاولات الانقلاب
بعد إعلان الجمهورية العربية الليبية، اتفق القذافي وزملائه على ألا يتخذوا قرارات فردية وأن يجتمعوا في قراراتهم. على الرغم من هذا الاتفاق، أصبح يتصرف كديكتاتور بصفته رئيس مجلس قيادة الثورة.
أول تغيير وزاري حدث كان في ديسمبر 1969 عندما تم اعتقال أحمد سعيد حواز وزير الدفاع، وموسى أحمد وزير الداخلية بتهمة التخطيط لانقلاب. في التشكيل الوزاري الجديد، احتفظ القذافي بمنصبه كرئيس مجلس قيادة الثورة وأصبح رئيسًا للوزراء والقائد الأعلى للقوات المسلحة. فيما أصبح الرائد عبد السلام جلود الرجل الثاني في الجمهورية بعد القذافي وأصبح نائب رئيس الوزراء ووزير الداخلية وأصبح النقيب أبو بكر يونس وزيرا للدفاع ضمت التشكيلة الوزارية الجديدة ثلاثة عشر عضوًا خمسة منهم كانوا من أعضاء مجلس الثورة. حدثت ثاني محاولة انقلابية في يوليو 1970 عندما اتهم كلا من عبد الله عبيد السنوسي وأحمد السنوسي وهم أبناء عم الملك إدريس بتدبير محاولة انقلابية. بعد إحباط مؤامرة الانقلاب، شكل الضباط الأحرار للمرة الأولى منذ إعلان الجمهورية، شكلوا أغلبية بين الوزراء الجدد.

### انتشار سيطرة القذافي
منذ البداية، قال أعضاء مجلس الثورة أنهم سيقدمون «النظام المُباد» للمحاكمة. وفي الفترة من 1971 و1972، حوكم أكثر من 200 مسؤول حكومي سابق بضمن ذلك سبعة رؤساء وزراء وعدة وزراء آخرون والملك إدريس وأعضاء الأسرة المالكة، حوكموا في المحكمة الشعبية الليبية على تهم تتعلق بالفساد. الكثير ممن يحبون الملك إدريس واتباعه، كان في الخارج، وجرت محاكمتهم غيابيًا. وعلى الرغم من كثرة المسئولين المحاكمين، إلا أنهم قد حصلوا على أحكام بالبراءة وتم الحكم على آخرين بالسجن لمدة 15 سنة وغرامات مالية ضخمة. وتم الحكم بالإعدام شنقًا على خمسة أشخاص حوكموا غيابًا بضمنهم الملك إدريس. فيما تم الحكم غيابًا على الملكة فاطمة ووولي العهد الحسن الرضا بالسجن لمدة ثلاث سنوات على التوالي.
في تلك الفترة، قلل مجلس قيادة الثورة والقذافي من شأن آل السنوسي وقللوا من دورهم في استقلال ليبيا. كما هاجم المجلس والقذافي الاختلافات القبائلية والإقليمية ووصفوها بأنها عائق أمام تقدم المجتمع والوحدة العربية.
في عام 1971، غيرت حركة الضباط الأحرار اسمها إلى «الاتحاد الاشتراكي العربي» وأصبح الحزب القانوني الوحيد في البلاد. كان الحزب يهدف إلى رفع «درجة الوعي السياسي». اندمجت اتحادات العمال في الحزب وتم منع الإضرابات. راقبت الصحافة رسميًا منذ 1972 وأصبحت وكيل الثورة. فيما تم طرد الإيطاليين ومن بقي من الجالية اليهودية الليبية وصودرت ملكياتهم في أكتوبر 1970.

علم أستعمل من عام 1972 بواسطة الدول المكونة لاتحاد الجمهوريات العربية.

في عام 1972، انضمت ليبيا إلى اتحاد الجمهوريات العربية مع مصر وسوريا ولكن الاتحاد المقصود لم ينجح يكن النجاح المنشود، وكانت نائمة على نحو فعال بعد عام 1973.
واصل القذافي انغماسه في مكافحة القوى الشيطانية، والصهيونية، والإمبريالية وتوجه في سياسته نحو الخارج. ونتيجة لذلك، أعطيت المهام الإدارية الروتينية إلى عبد السلام جلود الذي أصبح عام 1972 رئيسًا للوزراء وأصبح بعدها يمتلك كافة مهام القذافي الداخلية. على الرغم من ذلك، ظل القذافي القائد العام للقوات الليبية المسلحة.

### التحالف مع الاتحاد السوفييتي
بعد انقلاب سبتمبر، بدأت القوات الأمريكية بالانسحاب من المقرر لها من قاعدة ويلوس الجوية بناء على اتفاقية مع النظام السابق. خرجت آخر قوة أمريكية في 11 يونيو، 1970 واعتبر ذلك اليوم يوم عطلة وطنية لليبيين. بانهيار علاقات القذافي بالولايات المتحدة الأمريكية، بدأت علاقاته الوثيقة تتزايد مع الإتحاد السوفييتي وعدة بلدان شرقية أخرى. حيث كان يبقي الدولة محايدة في العالم العربي ومعارضة ل الشيوعية في العالم. وكان تسليح الجيش الليبي من الاتحاد السوفييتي.

### السياسة البترولية
تعتمد القاعدة الاقتصادية في ليبيا على النفط. إلا أن ناتج ليبيا من النفط كان قليلاً مقارنة بالدول العربية. غير أنها استخدمته كوسيلة للتنمية الاجتماعية وكسلاح ضد إسرائيل. إلا أنه وبعد زيادة الإنتاج النفطي بعد انقلاب 1969، سيطرت الدولة على الصناعة النفطية واستفادت من عائداته الضخمة. في ديسمبر، أممت الحكومة الليبية صناعة النفط وأعلن التأميم الكامل في عام 1973.

## التحول إلى جماهيرية (1983-1977)

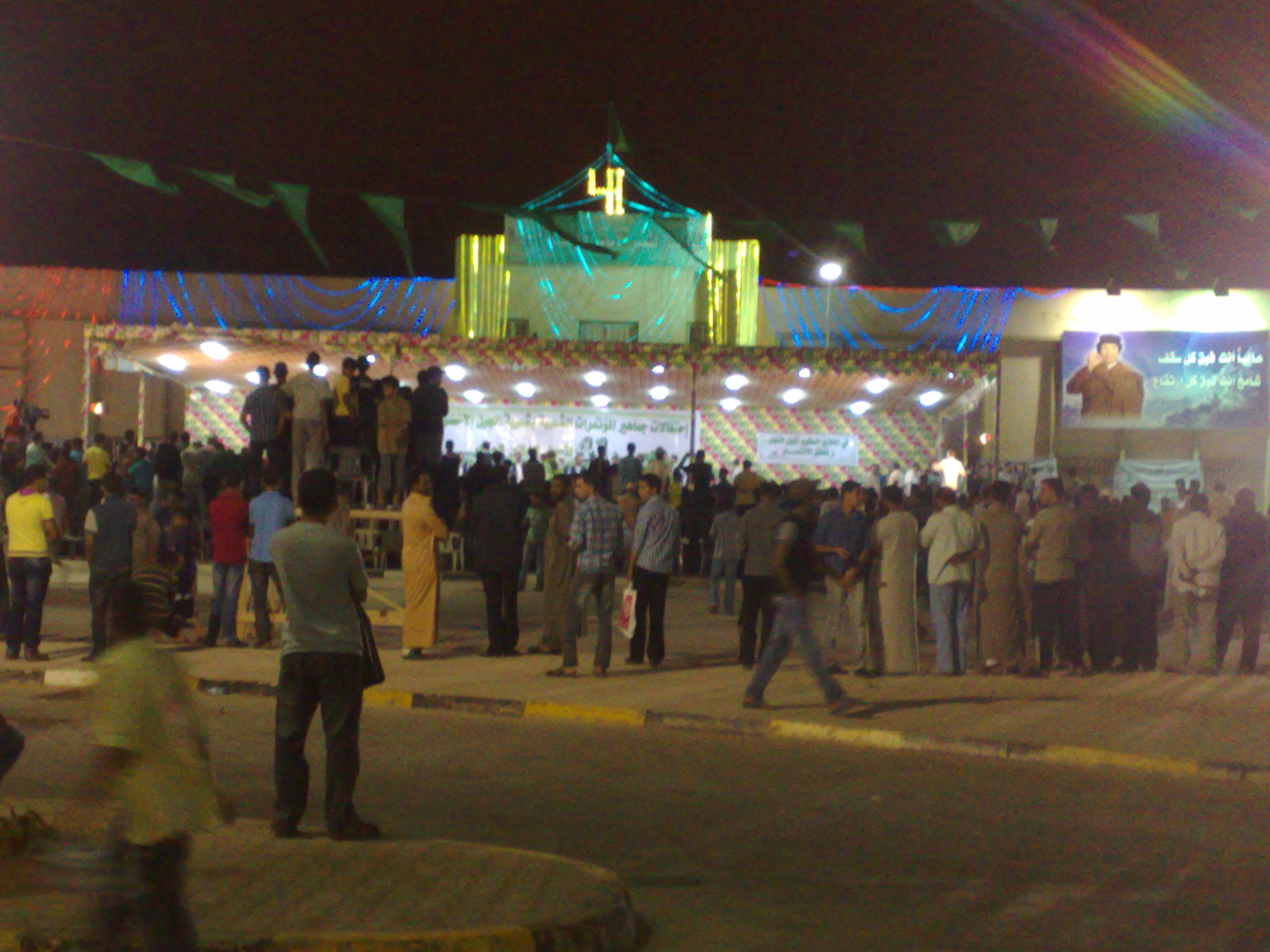
صورة التقطت في مدينة البيضاء الليبية عام 2010 وتظهر فيها احتفالات بمهرجان الفاتح من سبتمبر

بدأ عام 1973، تطبيق دعوة القذافي الأيدلوجية بالقيام بثورة ثقافية وشعبية «من أجل إعادة صنع المجتمع الليبي».
هذه الثورة التي دعا لها القذافي، صممت للتخلص من عدم الكفاءة البيروقراطية وقلة المصلحة العامة ومشاكل التنسيق السياسي الوطني. وفي محاولة لغرس الثورة في نفوس المواطنين، دعا القذافي إلى الدخول في السياسة وتحدي السلطة التقليدية وأنشأ «لجنة شعبية». هذه اللجان انتشرت في كل ليبيا وأصبحت تدير المناطق في البلاد.